# Домазо
Дома̀зо (на италиански: Domaso; на ломбардски: Dumàas, Думааз) е село и община в Северна Италия, провинция Комо, регион Ломбардия. Разположено е на 216 m надморска височина. Населението на общината е 1472 души (към 2017 г.).